# Eldøya
Eldøya (deutsch Feuerinsel), früher auch Elløe und Eløen geschrieben, ist eine kleine Insel am östlichen Rand des Oslofjords in der Fylke (Provinz) Østfold (bis 2020 in der damaligen Fylke Østfold) in Norwegen. Sie gehört verwaltungstechnisch zur Kommune Moss.

## Geographie und Umwelt
Die von Nord nach Süd etwa 1000 m lange Insel ist im Süden etwa 1000 m, im langgestreckten Nordteil nur etwa 200 m breit. Sie ist durch den Larkollsund von dem Ort Larkollen auf dem Festland getrennt. Zusammen mit der nordöstlich benachbarten Insel Kollen bildet Eldøya einen geschützten Naturhafen, was Larkollen bzw. die „Larkollhavna“ im Zeitalter der Segelschiffe zu einem geschätzten Ankerplatz machte. Von dort konnte man gut durch den Larkollsund nach Norden und Süden segeln.
Die Insel liegt, gemeinsam mit Kollen und den weiter südlich gelegenen Inseln Store Sletter, Vesle Sletter, Mellom Sletter und Søndre Sletter und der kleinen Halbinsel Danmark, im Landschaftsschutzgebiet („landskapsvernområde“) Eldøya-Sletter, das 1997 zum Erhalt der örtlichen Natur- und Kulturlandschaft mit besonders interessanter Quartärgeologie und Botanik eingerichtet wurde. Der nordwestliche Uferbereich der Insel und das davor liegende flache Wasser bzw. Wattgebiet (mit dem Eldøyrevet und den Schären Eldøyrabben und Fugleodden) ist darüber hinaus als „Eldøya-Naturreservat“ geschützt, und während der Brutzeit der Meeresvögel gilt dort ein absolutes Zutrittsverbot. Eldøya hat seine eigene und besondere Geologie, mit hochwertiger Flora und Fauna, reicher Vogelwelt und einer interessanten Insektenfauna. Das hauptsächlich im Südosten und Südwesten der Insel zu Tage tretende Gestein besteht aus Buntsandsteinkonglomerat vulkanischen Ursprungs aus dem Perm. Besonders unterhalb des höchsten Punkts der Insel, dem 23 m hohen „Vardeberget“ im äußersten Südwesten, befinden sich steile Klippen aus diesem Gestein. Daneben finden sich weiter nördlich Moränenablagerungen, Teiche, Feucht- und Salzwiesen sowie seltene Landhebungsstellen ohne Vegetation. Die Wiesenflora ist reichhaltig, mit großer Kuhschellenpopulation.
Beim Vardeberget befinden sich die Reste eines Grabhügels aus der Bronzezeit sowie ein großer Steinhaufen. Letzterem verdankt Eldøya, die Feuerinsel, möglicherweise ihren Namen, denn man nimmt an, dass es sich um die Überbleibsel eines früheren rudimentären Leuchtturms handelt. Das Leuchtfeuer auf dem Steinhaufen hätte von Süden kommenden Schiffen im Dunkeln den sicheren Weg nach Larkollhavna gewiesen.
Entlang der Ostküste stehen verstreut etwas mehr als ein Dutzend Ferienhäuser. Dort finden sich auch mehrere Bootsanleger. Die sandige Landzunge, die im Nordosten der Insel in den Kollsund hineinragt, ist frei zugänglich und ein beliebter Badeplatz.

## Untiefenbereich
Südwestlich von Eldøya erstreckt sich das für die Schifffahrt gefährliche Gebiet der Untiefen Eldøygrunnen (13 m unter Seekartennull), Hausen (7 m unter SKN) und Hellene (8 m unter SKN). Dort geriet in der Nacht vom 14. zum 15. April 1940, während der deutschen Invasion Norwegens („Unternehmen Weserübung“), ein Geleitzug der Kriegsmarine auf die Felsen. Das Minensuchboot M 1101 riss sich den Schiffsrumpf auf und sank innerhalb von 25 Minuten. Auch M 1105 geriet auf Grund und schlug leck, konnte aber wieder freikommen. M 1104 rammte einen fälschlicherweise für ein U-Boot gehaltenen Felsen und schlug dabei ebenfalls leck, blieb aber manövrierfähig. Der dem Durcheinander ausweichende Transporter Urundi lief ebenfalls auf einen Felsen und saß dort fest, bis er am 16. Mai geborgen und nach Sandefjord zur Reparatur geschleppt werden konnte.

## Geschichtliches
Die Insel gehörte seit dem 13. Jahrhundert dem 1532 aufgelösten Kloster Værne, das sie als Sommerweide für Vieh nutzte. 1711 gab es zwei Höfe auf Eldøya, und die beiden Besitzer, Peder Hansen und Jørgen Svendsen, hatten je 2–3 Kühe, lebten vom Fischfang und dem Bierverkauf an Seeleute und wurden deshalb vom Wirt in Larkollen verklagt. 1801 lebten auf Eldøya sechs Familien, aber 1875, als der Hafen seine Bedeutung verloren hatte, war nur noch eine geblieben. Als die dauerhafte Besiedlung endete, wurden mehrere Gebäude auseinandergenommen und auf dem Festland wieder errichtet; einige Häuser in Larkollen stammen ursprünglich von Eldøya.